# Harpinia abyssi
Harpinia abyssi är en kräftdjursart som beskrevs av Georg Ossian Sars 1879. Harpinia abyssi ingår i släktet Harpinia och familjen Phoxocephalidae. Inga underarter finns listade i Catalogue of Life.